# Alexander Wilson (ornitologo)
Alexander Wilson (Paisley, 6 luglio 1766 – Filadelfia, 23 agosto 1813) è stato un ornitologo statunitense di origini scozzesi.
È considerato il padre dell'ornitologia americana essendo l'autore di nove volumi sugli uccelli che abitano il nord America.

## Opere
Ha scritto otto volumi sugli uccelli presenti in Nord America. Morì durante la stesura del nono volume. Il suo lavoro fu ampliato da John James Audubon.